# Heroes of Might and Magic Online
Heroes of Might and Magic Online este un joc video MMORPG 2.5D produs exclusiv pentru piața chinezească și parte a francizei Heroes of Might and Magic.
A fost programat să apară la sfârșitul anului 2005, dar în cele din urmă a apărut în mai 2008.
Jocul poate fi încercat sub o licență free.

## Poveste
Povestea jocului are loc în aceași lume ca și cea din Heroes III (cel mai notabil fiind regatul Erathia) deși Ubisoft— cel care distribuie licența Might and Magic— a introdus un nou univers pentru toată seria Might and Magic după ce a achiziționat drepturile de autor de la the 3DO Company. Momentan jocul nu pare să aibă o poveste și orice eveniment care are loc nu este considerat ca parte a canonului Heroes of Might and Magic.

## Caracteristici
Heroes of Might and Magic Online are patru sisteme de magie și permite jucătorului să aleagă un erou din opt facțiuni diferite care cuprind un total de 56 unități de luptă (creaturi).